# Catherine Varlin
Catherine Varlin Winter, née Judith Haït-Hin le 15 février 1925 à Paris dans une famille juive et morte d'un cancer le 22 décembre 2004 à Paris, est une résistante, journaliste, poète, scénariste et productrice de films. Elle a eu 3 enfants avec son mari Claude Winter, qui est chef d'entreprise et économiste.

## Biographie

### La Résistance
Établie avec sa famille à Montpellier, Catherine Varlin s’engage dans la Résistance à l'été 1942 dans un groupe ayant des liens avec la Main-d'œuvre immigrée (MOI). Amenée à déménager à Grenoble après la fin de la zone libre, elle poursuit la lutte. En 1944, à l’âge de 19 ans, elle prend le commandement de la 35e brigade des FTP-MOI à Toulouse, puis du maquis MOI, dans la Meuse, composé en parti d'évadés soviétiques, lors de la libération. Elle est l'un des membres les plus actifs des FTP-MOI. Elle verra un grand nombre de ses camarades tomber entre les mains de la Gestapo. Catherine réussit à se faire une place dans un milieu d'hommes, dans une 35e brigade toulousaine qui multiplie sabotages et attentats contre les Allemands avec ces combattants antinazis qui viennent de l’étranger, et prenant tous les risques nécessaires pour lutter contre l’occupant.

La reconnaissance de son activité de résistante est tardive : elle n'est nommée au grade de Chevalière de la Légion d'honneur qu'en 1995. Elle déclarait en 1985 : 

« Quant au fait d'être femme, je l'ai provisoirement oublié dès que m'ont été confiées des responsabilités de commandement… Les choses ne sont devenues plus complexes et plus gênantes que plus tard, après la guerre. Lorsque insidieusement d'abord, plus clairement ensuite, on a entrepris de purger la vie politique française de ses résistants, en particulier de ses résistants juifs. Lorsque la condition de femme a commencé à faire problème pour la reconnaissance des services rendus, pour la légitimation des grades, des décorations, etc. Il est vrai qu'être à la fois juive et femme n'a pas facilité l'entrée dans les manuels d'histoire officiels ou non. »

### Professions
Catherine Varlin est pendant douze ans journaliste à la rubrique de politique étrangère de L'Humanité. En tant que reporter, elle est l'envoyée spéciale qui a suivi en 1948 la guerre israélo-arabe et parcourut l'Europe. Lors de ses missions sous l’Occupation, elle fait preuve de dynamisme, d’entrain, de courage et d’humour, qu’elle transmet à la rédaction. En 1951, elle  participe activement à plusieurs campagnes pour défendre les libertés, ainsi qu’à la campagne contre l'exécution des époux Rosenberg, elle a convaincu Jean-Paul Sartre de les défendre. En 1956, après l’insurrection de Budapest et l'intervention de l'armée soviétique et à la suite de la publication du rapport de Khrouchtchev sur les crimes de Staline, elle décide de se retirer de la rubrique à l' Humanité et du PCF auquel elle avait adhéré en 1943, pour se consacrer au cinéma.
Scénariste en 1960, elle s'occupe du documentaire Demain à Nanguila de Joris Ivens. À posteriori, elle se lance avec son mari dans la production de documentaires, d’où la création du documentaire sur l’Afrique de l’indépendance, et travaille longtemps sur la production de longs métrages avec des réalisateurs, tels que Chris Marker (« Le Joli Mai » en 1963), Alain Resnais (« La guerre est finie » en 1966), et Yves Boisset (« Dupont la joie » en 1974 et « Un taxi mauve » en 1977). Elle signe le manifeste des 343 en 1971. Elle est aussi directrice de Sofracima, une société de production cinématographique française défendant les droits d'auteurs. En 1970, elle est productrice du film Girl Slaves of Morgana Le Fay.

## Distinction
En 1995, elle est décorée de la Légion d'Honneur.